# Скаршевы
Скаршевы (пол. Skarszewy) — город в Польше, входит в Поморское воеводство, Старогардский повят. Имеет статус городско-сельской гмины. Занимает площадь 9,43 км². Население — 6805 человек (на 2004 год).

## История

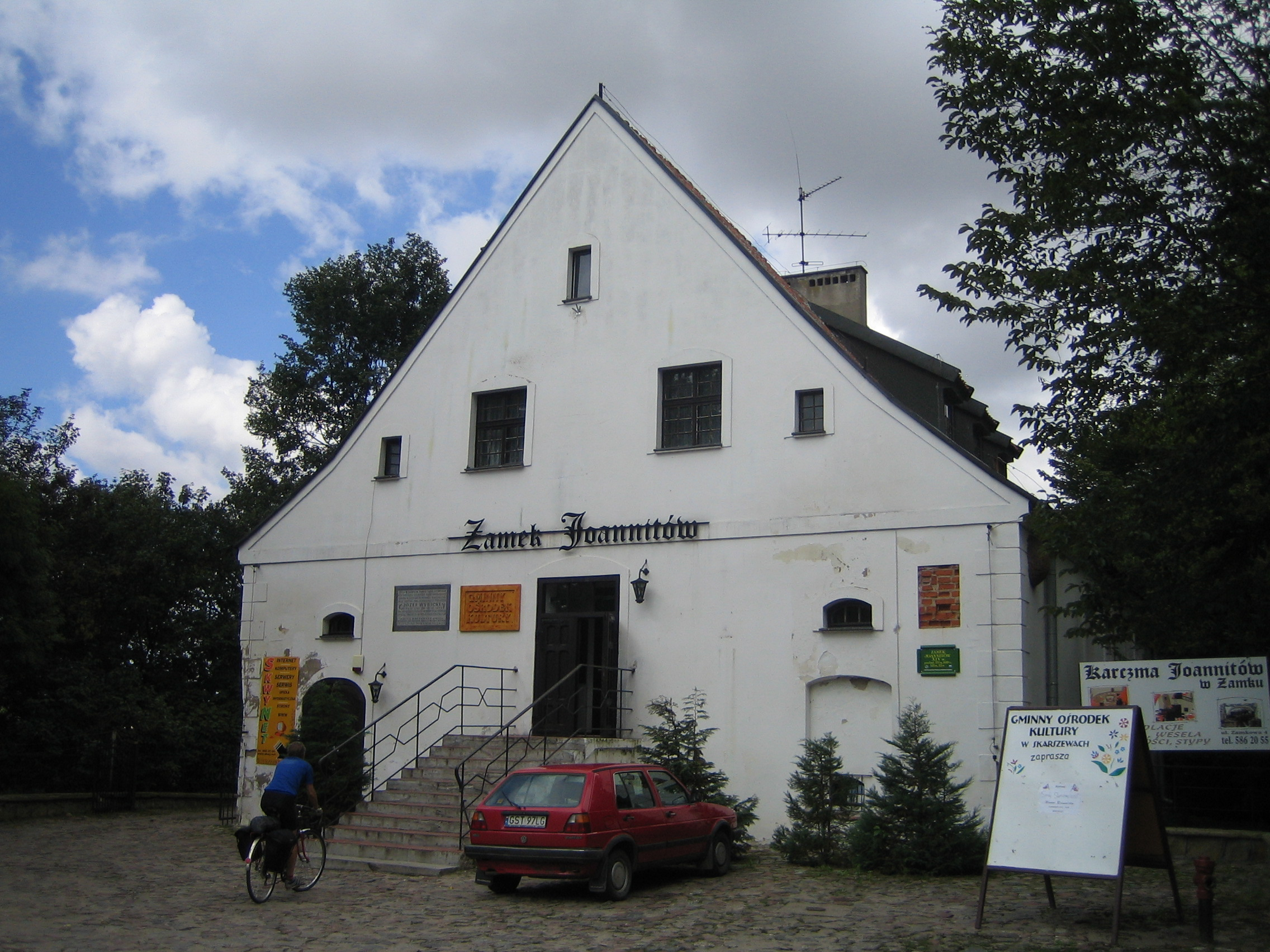
Скаршевы